# دانيال فريدان
دانيال فريدان (بالإنجليزية: Daniel Friedan)‏ (و. 1948 – م) هو فيزيائي من الولايات المتحدة الأمريكية . ولد في مدينة نيويورك .
وهو عضواً في الجمعية الفيزيائية الأمريكية، والأكاديمية الأمريكية للفنون والعلوم .

## التعليم
تعلم في جامعة كاليفورنيا، بركلي

## جوائز
حصل على جوائز منها:
- Lars Onsager Prize (2010)
- زمالة ماك آرثر.